# The Policewoman
The Policewoman è un cortometraggio muto del 1914. Il nome del regista non viene riportato nei credit. Alice Stebbins Wells (1873-1957) fu il primo ufficiale di polizia nata negli Stati Uniti che venne assunta nel 1910 dal dipartimento di polizia di Los Angeles.

## Produzione
Il film fu prodotto dalla Balboa Amusement Producing Company

## Distribuzione
Il film uscì nelle sale cinematografiche statunitensi nel 1914.